# Jan Malalas
Jan Malalas lub Jan z Antiochii zwany Malalas (gr. Ιωάννου Μαλάλα lub Ιωάννου Αντιοχεως του επικλην Μαλάλα/Iōannou Antioheōs tou epiklēn Malala, łac. Ioannis Malalas – ur. ok. 491, zm. ok. 578) – kronikarz bizantyński.
Jan Malalas był zhellenizowanym Syryjczykiem z Antiochii, który za panowania cesarza Justyniana I Wielkiego przeniósł się do Konstantynopola. Malalas jest autorem Kroniki powszechnej (Chronographía) w 18 księgach, obejmującej dzieje całego ówczesnego świata od jego stworzenia po czasy współczesne autorowi. Kronika Malalasa stanowi typowy przykład historii popularnej przeznaczonej dla szerokiej publiczności. Naiwna i bezkrytyczna, nie odznacza się wysokim poziomem historycznym. Malalas rozbudował, wyczuwając oczekiwania publiczności, niektóre epizody, wprowadził szereg ciekawostek, opowiadań przerywających główny tok narracji. Nie ustrzegł się też błędów i nieporozumień. Kronika została napisana w potocznej, obrazowej koine greckiej. Ze względu na walory literackie była chętnie czytana również w wiekach następnych. Kronika Malalasa stała się od razu skończonym wzorem nowego gatunku literackiego dla pokoleń jego następców, aż po wiek XIII. Przełożona na łacinę, bułgarski, gruziński i cerkiewnosłowiański silnie oddziałała też na literaturę innych krajów.

## Życiorys
Jan Malalas urodził się około 491 roku w Antiochii. Był zhellenizowanym Syryjczykiem, na co wskazuje przydomek melel, nadany mu przez Konstantyna Porfirogenetęa pochodzący prawdopodobnie od syryjskiego malâlâ – „retor”. Za panowania cesarza Justyniana I przeniósł się do Konstantynopola, gdzie prawdopodobnie zmarł około 578 roku.

## Twórczość

### Kronika powszechna

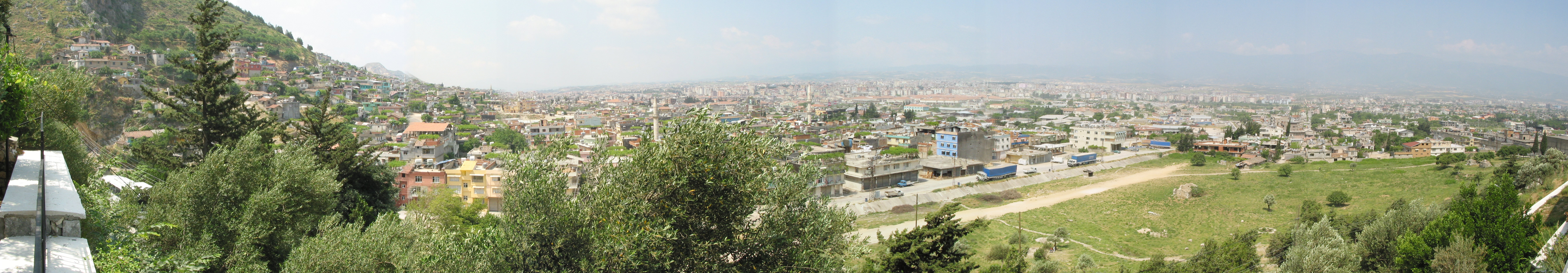
Antiochia – główny bohater Kroniki Malalasa

Malalas jest autorem Kroniki powszechnej (Chronographía) w 18 księgach, obejmującej dzieje całego ówczesnego świata od jego stworzenia po czasy współczesne autorowi. W księdze I autor przedstawia dzieje biblijne poczynając od Adama i Ewy, w księdze II – bajeczne czasy starożytnego Egiptu, w III – dzieje Abrahama i potop, w IV opowiada o Argiwach, w V o zburzeniu Troi, w VII – o początkach Rzymu. Księgę VIII poświęca przestawieniu historii Macedonii, po czym przechodzi do omówienia działań rzymskich konsulów (księga IX). W księdze X omawia okres rządów cesarza Augusta i narodziny Chrystusa. Księgi od XI do XVIII poświęcone są rządom kolejnych cesarzy od Trajana do Justyniana. Narrację urozmaicają opowieści biblijne, mity greckie, cytaty z pieśni. Kronika urywa się na roku 563, choć jeden z fragmentów wskazuje, że mogła zostać doprowadzona do śmierci cesarza Justyniana w 565 roku, a według świadectwa Chronicon Paschale („Kroniki Wielkanocnej”) nawet do 574 roku.

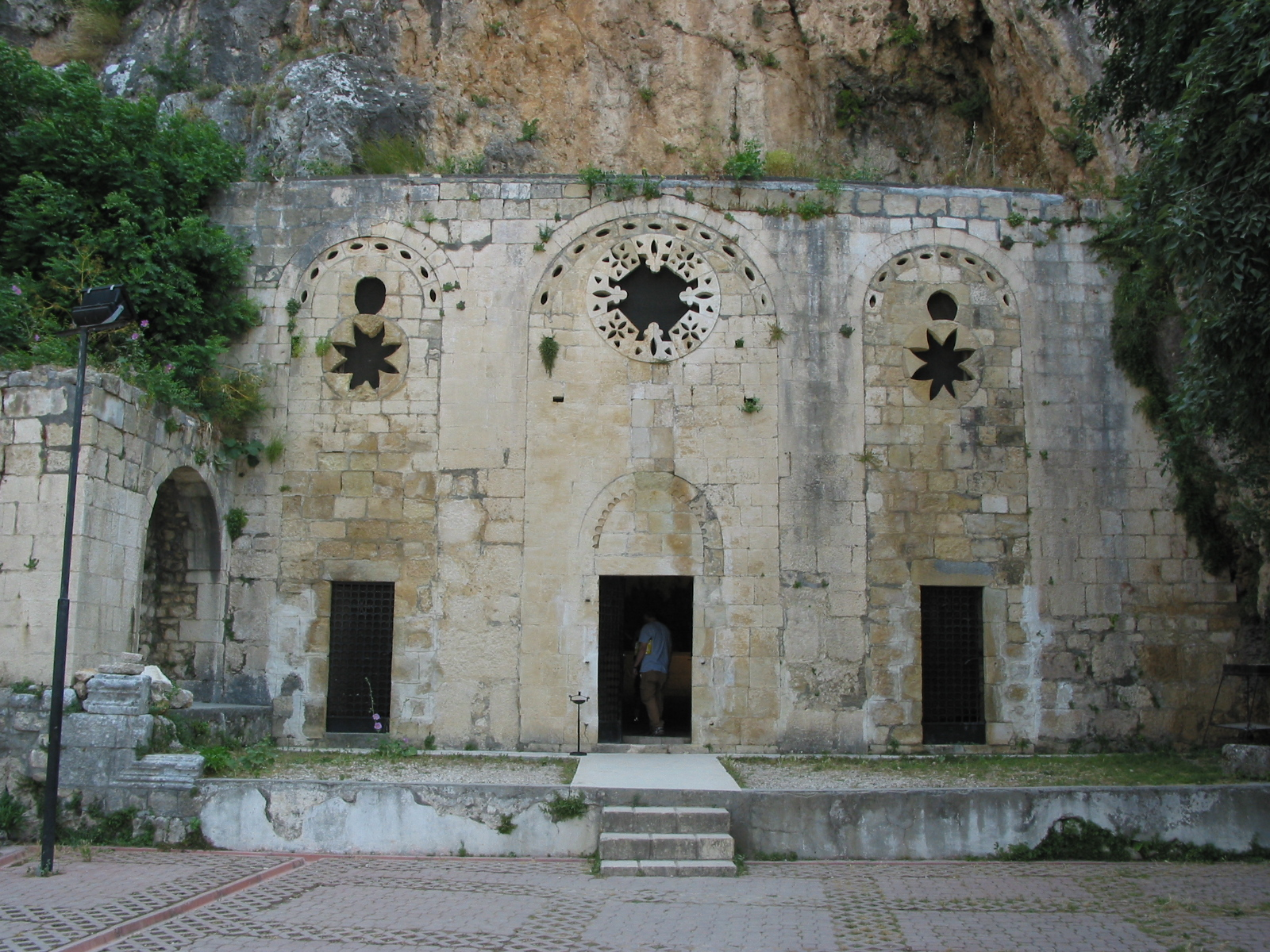
Grobowiec św. Piotra w Antiochii

Geograficznym centrum autora i ośrodkiem jego zainteresowań do początków XVIII księgi pozostaje ojczysta Antiochia, opisywana na podstawie miejscowych dokumentów, tak że Krumbacher nie waha się nazwać dzieła Malalasa kroniką Antiochii, połączoną następnie z kroniką świata. Do początków XVIII księgi tekst zawiera ślady herezji monofizyckiej. W księdze XVIII centrum Kroniki przenosi się do Konstantynopola, a wymowa utworu staje się wyraźnie ortodoksyjna. Przyjmuje się, że Malalas napisał tę ostatnią księgę, po przeprowadzeniu się do stolicy, a być może inny kronikarz ją dokończył. Niewątpliwie istniały dwa wydania Kroniki. Jedno w 17 księgach z około 540 roku, wspominane przez Ewagriusza Scholastyka i Chronicon Paschale i drugie wydane po 565 lub 574 w 18 księgach wzmiankowane przez Jana z Efezu i w rzymskiej Kronice palatyńskiej (Chronicum Palatinum).

### Charakterystyka
Kronika Malalasa stanowi typowy przykład historii popularnej przeznaczonej dla szerokiej i niezbyt wyrobionej publiczności, przystępnej językowo, łatwej i ciekawej treściowo. Naiwna i bezkrytyczna, nie odznacza się wysokim poziomem historycznym. Malalas rozbudował, wyczuwając oczekiwania publiczności, niektóre epizody, wprowadził szereg ciekawostek, opowiadań przerywających główny tok narracji. Powoływał się wprawdzie z dumą na źródła historyczne, z których korzystał, wyraźnie widać jednak, że nie korzystał z nich bezpośrednio. Cytaty i opisy roją się od najróżniejszych błędów i nieporozumień. Cycerona i Salustiusza nazywa najmądrzejszymi poetami rzymskimi; poetkę Safonę, żyjącą w VII wieku, uważa za współczesną mitycznemu założycielowi Aten Kekropsowi; rzymskiego triumwira myli z triumfatorem; Cyklopowi przyznaje nie jedno ale troje oczu, Herodota (V w. p.n.e.) uznaje za następcę Polibiusza (II wiek p.n.e.).
Głównym źródłem Malalasa był Sekstus Juliusz Afrykańczyk oraz kroniki Domnina i Nestoriana. Innych historyków, na których się powoływał znał wyłącznie z Kroniki Eustatiusza Epifanijczyka. Historię wojny trojańskiej przepisał, z zaginionych obecnie, dzieł Diktysa Kreteńczyka i Syzyfa z Keos. Dzieje V i VI wieku oparł na ustnych przekazach, uważanych za posiadające pewną wartość historyczną. Szczególnie cenne są informacje Malalasa o Hunach, o roli Bułgarów w powstaniu Witaliana (514/515 rok), o najazdach Słowian na ziemie trackie.
Kronika została napisana w potocznej, obrazowej koine greckiej, jaką mówiono w Syrii, wykazującej w słownictwie naleciałości łacińskie i orientalne. Ze względu na walory literackie była chętnie czytana również w wiekach następnych.

### Recepcja

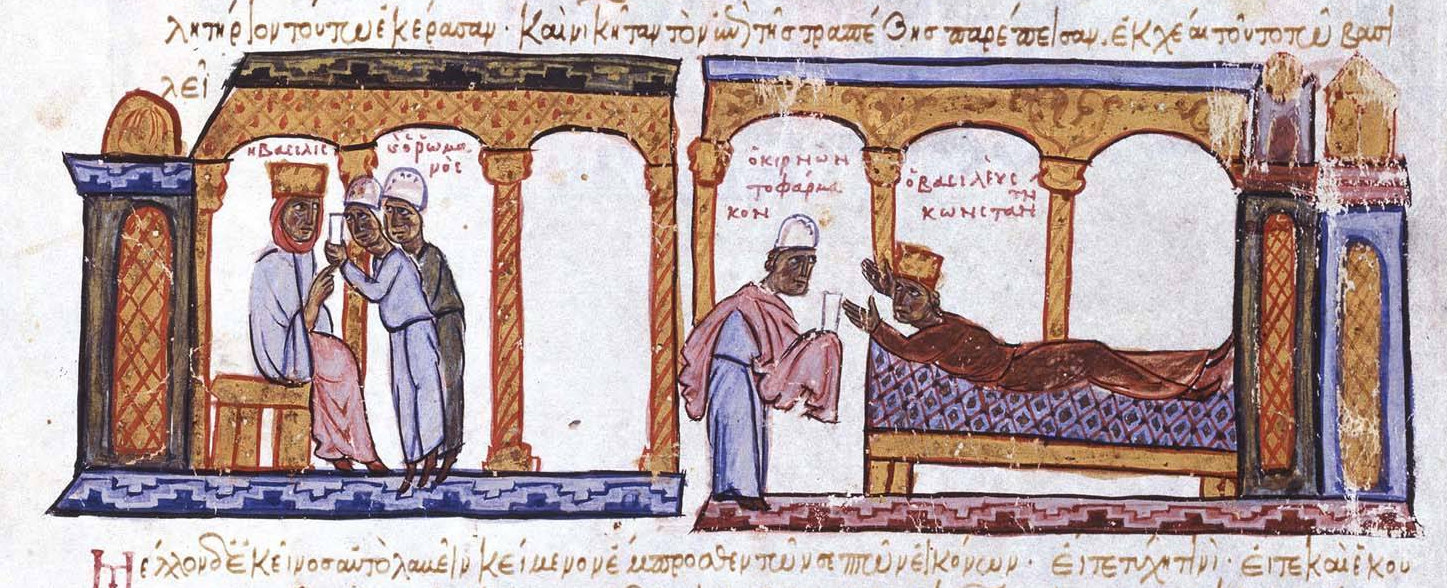
Konstantyn VII otruty przez Teofano. Ilustracja z Kroniki Skylitzesa

Z informacji zawartych w Kronice Malalasa korzystali Jan z Efezu, Ewagriusz Scholastyk, autor Chronicon Paschale, Jan biskup Nikiu, Jan z Damaszku, Kronika palatyńska, Teofanes, Jerzy Mnich, Jan Zonaras, Teodor Sikeliota. Cytowali go Konstantyn VII Porfirogeneta w X wieku i Jerzy Kedren w XI.
W VIII wieku Kronika Malalasa doczekała się przekładu na łacinę, o czym świadczą urywki zachowane w Kronice palatyńskiej. Około 900 roku została przełożona na bułgarski, na przełomie Xi XI wieku ukazał się przekład gruziński. Szczególne znaczenie posiada przekład na język cerkiewnosłowiański z XI wieku, ponieważ został oparty na pełnym tekście greckim, znanym dziś tylko z jednego rękopisu oksfordzkiego z XII wieku, z uszkodzonym początkiem i urwanym zakończeniem. Słowiański przekład zachował się we fragmentach znanych z kompilacji, z których najstarsza (niezachowana) powstała w roku 1262. Z tej podstawy czerpały dwa zachowane rękopisy: wileński z XIII wieku i moskiewski tzw. „archiwalny” z XV wieku.

## Kwestia Malalasowa
Fakt, że Kronika Malalasa była znana w wersji liczącej 17 lub 18 ksiąg oraz że autor początkowo zdradza się z sympatiami monofizyckimi, by w 18 księdze zająć stanowisko ortodoksyjne, przyczynił się do powstania tzw. „kwestii Malalasowej”. H. Gelzer wystąpił z hipotezą, że księgę 18. zorientowaną dodatkowo na Konstantynopol, napisał kto inny niż wcześniejsze 17 ksiąg skupionych wokół Antiochii. Koncepcję tę poparli Gleye i Rüger, wskazując, że księga 18., dodatkowo odróżnia się wulgarnością języka od pozostałych. Argument ten odparł K. Wolf wykazując, że wulgaryzmy występują już od 15. księgi, we wcześniejszych jest ich natomiast dlatego mniej, że Malalas korzysta w nich bardziej wiernie ze źródeł. Po obaleniu argumentu językowego, Haury starał się wyjaśnić niejednolitość stanowiska religijnego Kroniki, utożsamiając Malalasa z patriarchą Konstantynopola Janem III Antiocheńskim (565–577), który przed przeprowadzeniem się do Konstantynopola żył w Antiochii, był czynny literacko do śmierci w 575 roku (Kronika kończy się na 574 roku), sympatyzował z cesarzem Justynem II, a w sporze z monofizytami zajmował stanowisko pojednawcze. W ten sposób chciał też wytłumaczyć przejście ze stanowiska monofizyckiego na ortodoksję. W innym razie należałoby bowiem uznać, że dzieło pierwotnie monofizyckie zostało następnie opracowane przez ortodoksa, który niezbyt starannie pozacierał stanowisko swojego poprzednika. Przeciwko tej hipotezie wystąpił Gleye, twierdząc, że Jan Antiocheński nie mógłby napisać tak „nieliterackiego” dzieła. Zdaniem Szestakowa i Patziga dzieło było pierwotnie napisane w języku literackim, a zachowany tekst stanowi jego grecko-syryjską wulgaryzację, nie napisał go jednak, ich zdaniem, Jan Antiocheński, lecz współczesny mu Jan Retor (Malalas znaczy przecież tyle co retor), zwany Diakrinomenos, który to przydomek autorzy ci wyprowadzili z pism Ewagriusza Scholastyka. Na utożsamienie Jana Malalasa z Janem Diakrinomenosem lub Janem Antiocheńskim brak ostatecznie wystarczających dowodów, a wskazane różnice wyznaniowe da się wytłumaczyć zmianą poglądów autora lub uzupełnieniami dokonanymi przez innego kronikarza. Z fragmentów tekstu pełniejszego zachowanego w kodeksie oksfordzkim widać, że osoba skracająca i ekscerpująca Kronikę zachowała język i styl Malalasa bez większych zmian. Nie może więc być mowy o późniejszej wulgarnej jego przeróbce. I chociaż istotnie zachowały się dwie wersje utworu, koncepcja historii, sposób jej przedstawiania i koloryt są w obydwu częściach takie same.

## Naśladowcy

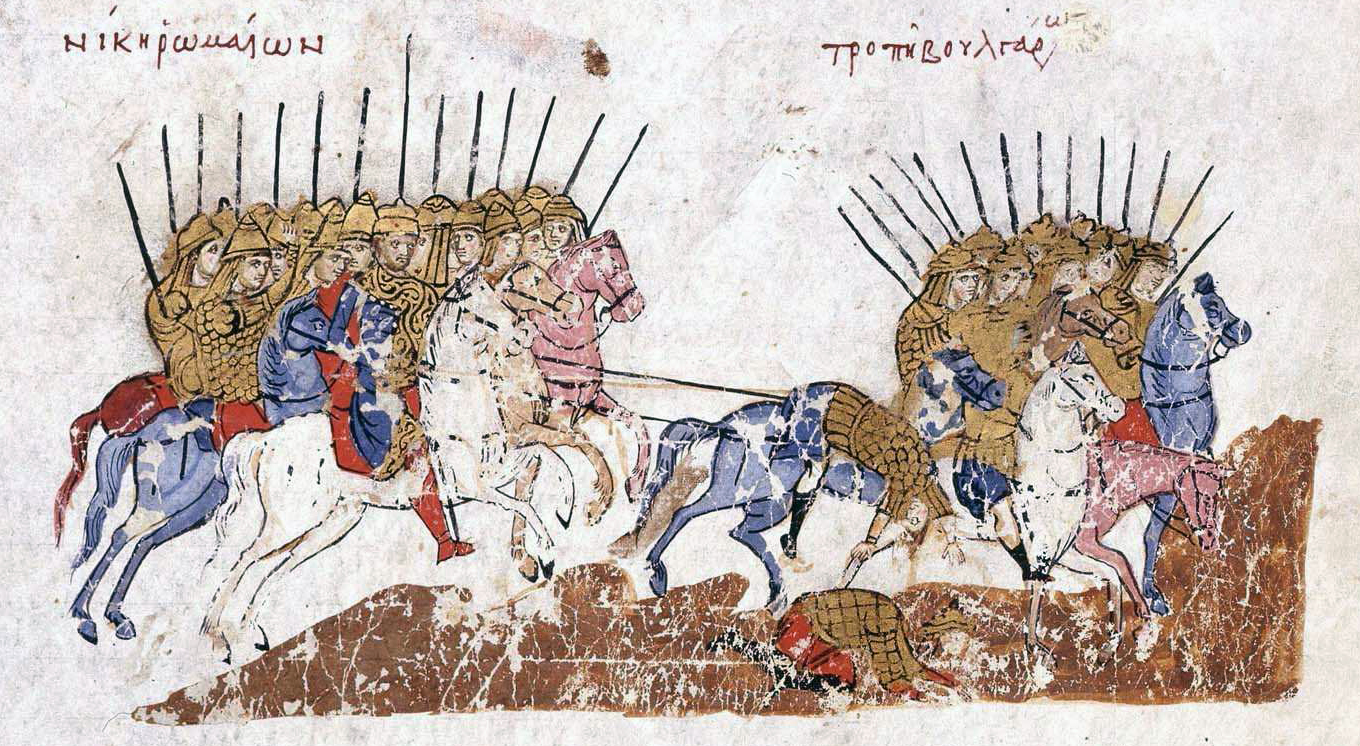
Ilustracja z Kroniki Jana Skylitzesa

Kronika Malalasa stała się od razu skończonym wzorem nowego gatunku literackiego dla pokoleń jego następców, aż po wiek XIII. Jego przedmiotem stały się dzieje powszechne ówczesnego świata, rozpoczynane od „stworzenia świata” albo „od Adama”, a doprowadzane do wstąpienia na tron aktualnie panującego cesarza, któremu autor nie poświęcał na ogół wiele uwagi. Kronika bizantyńska nie zagłębiała się, wzorem Malalasa, w przyczyny i skutki wydarzeń historycznych, przedstawiając je chronologicznie, rok po roku. Kreśliła postaci wybitnych wodzów i władców, szczegółowo opisując ich wygląd zewnętrzny, błędy w postępowaniu i wady. Losy swych bohaterów przedstawiała na szerokim tle historycznym, nie dbając specjalnie o jego precyzyjność i wiarygodność, nie przejmując się powtórzeniami i sprzecznościami, urozmaicając wykład dziejów opisami kataklizmów, epidemii, cudownych znaków i zadziwiających zdarzeń na niebie i ziemi.
Tworzywem takiej kroniki stała się historia grecka, rzymska i orientalna, mitologia grecka i opowieści o chrześcijańskich męczennikach i świętych, stylizowanych na wzór bohaterów Starego Testamentu oraz budujące historie religijne przepojone gorącą wiarą i głęboką ortodoksją. Jej język, znowu za przykładem Malalasa, w odróżnieniu od języka dzieł historycznych pisanych językiem klasycznym, był współczesnym językiem potocznym, często zabarwionym dialektologicznie.
Kroniki stały się ulubionymi książkami ludowymi. Znalazły odbiorców wśród prostych mnichów oraz szerokich rzesz mieszkańców stolicy i miast prowincji. Mogły być obficie i przekonująco ilustorwane, jak wskazuje rękopis kroniki Zonarasa. Z powodów praktycznych były wydawane w mniejszym, bardziej poręcznym formacie.
Jeszcze w VI stuleciu kronikę wzorem Malalasa napisał Hezychiusz z Miletu. W VII wieku próbę ulepszenia Kroniki Malalasa podjął Jan Antiochijczyk. Pod koniec stulecia oparli na niej swoje dzieła Jan z Nikiu, anonimowy autor Chronicon Paschale i Trajan Patrycjusz. Wiek VIII przyniósł utwory Jerzego Synkelosa, Teofana Wyznawcy i Nicefora Patriarchy. W następnym stuleciu autorem znakomitej kroniki był Jerzy Mnich. Z X wieku pochodzą Kontynuacja Teofanesa i Kontynuacja Jerzego. W XI wieku kroniki pisali Jan Skylitzes, Jerzy Kedren, Jan Ksyfilin i Michał Psellos. Na przełomie XI i XII wieku swoją kronikę napisał Jan Zonaras, o pokolenie od niego młodszy Konstantyn Manasses napisał kronikę wierszowaną, a Michał Glykas bardzo popularną kronikę z ekskursami teologicznymi i przyrodniczymi. Ze schyłku XII wieku pochodzi wierszowana kronika Efraima, a z końca XIV wieku kronika Michała Panareta.

## Przekład w języku polskim i monografia dotycząca Kroniki
- Jan Malalas, Kronika (fragment) [w:] Greckie i Łacińskie źródła do najstarszych dziejów Słowian, cz. 1 (do VIII w.), przeł. i oprac. Marian Plezia, Kraków 1952, Prace etnologiczne, t. 3, s. 89.
- Maciej Kokoszko, Descriptiones of personal apperance in John Malalas’ Chronicle, Łódź 1998 (monografia dotycząca Kroniki).